# Бахаи в Азербайджане

## История

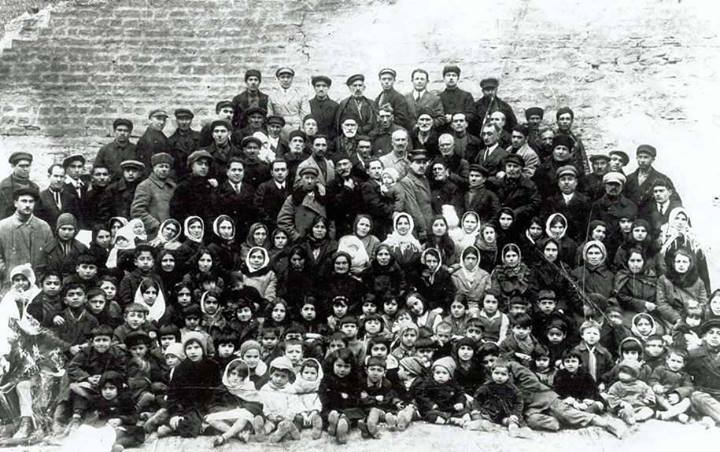
Собрание общины Бахаи в Баку (1927 год)

Община бахаи в Азербайджане существует почти с самого начала возникновения этой религии. В годы Советской власти, бахаи не могла исповедоваться открыто. После распада СССР и восстановления государственной независимости Азербайджана в стране постепенно начала восстанавливаться и свобода вероисповедания.

## Новое время
В 1992 году Парламентом Азербайджанской республики был одобрен закон о свободе вероисповедания. Бахаи Азербайджана получили возможность официально создавать общины. В 1993 году решением Коллегии Министерства Юстиции Азербайджанской Республики было получено официальное разрешение на деятельность общины бахаи в Баку. В 2002 году в Государственном Комитете по работе с Религиозными организациями Азербайджана были зарегистрированы Бакинская и Сумгаитская община бахаи. В 2004 году Национальное Духовное Собрание Бахаи Азербайджана получило официальную регистрацию.